# Hassanati Halifa
Hassanati Halifa Saïd (geb. Januar 1983 in Dzahadjou Hambou, Komoren) ist eine Soldatin und Sportlerin von den Komoren.

## Leben
Hassanati Halifa diente ab 2007 in der Armée nationale de développement und wurde die erste weibliche Kommandantin des Landes; sie beteiligte sich auch am Kommando der amphibischen Invasion von Anjouan (opération Démocratie aux Comores) 2008.

### Sport
Halifa spielt im Club Maman de Moroni (Olympic de Moroni) und ist die Mannschaftskapitänin der Komorische Fußballnationalmannschaft der Frauen (Équipe des Comores féminine de football). Ihr wichtigstes Spiel hatte sie in der zweiten Runde der Qualifikation für die Fußball-Afrikameisterschaft der Frauen 2014 am 23. Mai 2014 gegen Südafrika.
Halifa hat auch Handball gespielt (sie war Meisterin der Komoren 2005 und 2012 mit dem Missile Club de Moroni auf dem zweiten Platz) und Leichtathletik betrieben (sie wurde Dritte im Marathon des Comores 2012), sowie Basketball (Vierte bei den Jeux des îles de l’océan Indien 2003 und Meisterin der Komoren 2018 mit UC Moroni).
Sie ist auch Co-Trainerin der U17-Mannschaft der Frauen.